# Abad III.
Abad III. (Muhammad Ibn Abbad Al Mutamid), 1040. – 1095.) je bio maurski kralj u Sevilli iz dinastije Abadida. Vladao je od 1069. do 1091. godine. Na vlast je došao poslije svog oca Abada II. Abad III. je bio veliki španjolsko-arapski pjesnik. Upravljao je provincijom Algvare i vladao je Guadalqivirom. Za vrijeme vladavine uredio je grad Sevillu. Bio je zaštitnik i pokrovitelj muslimanskih pjesnika. Pretrpio je poraz u borbi s marokanskim sultanom, poslije čega je prognan u Maroko gdje je i umro. Abad III. je zadnji vladar iz dinastije Abadida. Djed Abada III. bio je Abad I., osnivač dinastije.
Pokušao je vratiti Toledo u muslimanske ruke 1090. ali nije uspio.